# Cecaibidion bivittatum
Cecaibidion bivittatum är en skalbaggsart som beskrevs av Maria Helena M. Galileo och Martins 2001. Cecaibidion bivittatum ingår i släktet Cecaibidion och familjen långhorningar.
Artens utbredningsområde är Panama. Inga underarter finns listade.